# Vendredi veille de Lazare
Le Vendredi veille de Lazare est le jour où les Églises d'Orient – Églises orthodoxes et Églises catholiques de rite byzantin – célèbrent la fin des quarante jours du Grand Carême.
Le vendredi veille de Lazare (P - 9) et le samedi de Lazare (P - 8) constituent deux jours exceptionnels, entre la fin du Carême et la Semaine sainte qui commence le Dimanche des Rameaux (P - 7).

## Hymnographie
Stichère (ton 1)
Après avoir terminé les quarante jours qui renforcent l'âme,

Nous t'en supplions dans ton amour pour l'Homme :

Donne-nous de vivre la Semaine sainte de ta Passion,

Pour que nous puissions te louer, glorifier

l'amour que tu répands sur nous tous

et chanter d'un même cœur :

"Gloire à toi, ô Seigneur".

## Les temps du Grand Carême
- Lundi pur, suivant le dimanche du Pardon, premier jour du Grand Carême ;
- Dimanche de l'Orthodoxie ou premier dimanche de carême ;
- Dimanche des Reliques ou dimanche de Grégoire Palamas ou deuxième dimanche de carême ;
- Dimanche de la Croix ou troisième dimanche de carême ;
- Dimanche de Jean Climaque ou quatrième dimanche de carême ;
- Samedi de l'Acathiste ;
- Dimanche de Marie l'Égyptienne ou cinquième dimanche de carême ;
- Vendredi veille de Lazare, dernier jour du Grand Carême ;
- Samedi de Lazare, fin du Grand Carême.